# Ротшильд, Морис де
Барон Мори́с де Ротши́льд (19 мая 1881 — 4 сентября 1957) — член французской ветви финансовой династии Ротшильдов, финансист, политик и коллекционер. Член Палаты депутатов Третьей французской республики (1919—1929), сенатор Франции (1929—1945), член Академии изящных искусств Франции (1937).

## Биография
Морис де Ротшильд родился 19 мая 1881 года в Булонь-Бийанкур под Парижем. Он был вторым ребёнком Эдмона Джеймса де Ротшильда (1845—1934) и Адельхайд фон Ротшильд (1853—1935). Он вырос в замке Ротшильдов в Булонь-Бийанкур.
В 1909 году Морис де Ротшильд женился на Ноэми де Ротшильд (урождённая Альфан; Halphen). Её матерью была Мари Эрмин Родригес Перейр (1860—1936), дочь Эжена Перейра (1831—1908) из банкирской семьи Перейров, чьи Crédit Mobilier были заклятыми конкурентами Ротшильдов. У Ноэми Альфан и Мориса де Ротшильда был один ребёнок, сын Эдмон Адольф де Ротшильд.
В Первую мировую войну служил военным переводчиком в британской армии.
Ротшильд унаследовал состояние от бездетного Адольфа Карла фон Ротшильда (1823—1900) из неаполитанской ветви семьи и переехал в Женеву (Швейцария), где основал новую швейцарскую ветвь семьи.
Ротшильд был избран в 1919 году в Палату депутатов Франции, где проработал до 1929 года. С 1929 по 1945 год он был членом Сената Франции от департамента Верхние Альпы.
В июне 1940 года, во время Французской кампании, Ротшильд и несколько членов семьи получили португальские визы от дипломата Аристидеша де Соуза Мендеша, что позволило им бежать из Франции в Португалию. В следующем месяце Морис де Ротшильд отплыл из Лиссабона в Шотландию.
Он сменил своего отца в банке Rothschild Frères в 1934 году. Меценат и коллекционер произведений искусства, он стал членом правления Совета национальных музеев в 1935 году и членом Академии изящных искусств 13 февраля 1937 года. Он также возглавлял офтальмологический фонд Адольфа де Ротшильда.

## Признание
Морис де Ротшильд увековечен в научном названии вида малагасийской ящерицы Paracontias rothschildi и африканского жука Cassida rothschildi.
Африканская экспедиция Мориса де Ротшильда 1904—1905 годов, носившая зоологический характер, была передана в виде трёхтомного архива и опубликована в 1922 году под названием «Путешествие М. ле барона Мориса де Ротшильда в Эфиопию и английскую Восточную Африку (1904—1905): Научные результаты: членистоногие животные» (Voyage de M. le baron Maurice de Rothschild en Éthiopie et en Afrique orientale anglaise (1904—1905) : résultats scientifiques : animaux articulés).